# 西乙原村
西乙原村（にしおっぱらむら）はかつて岐阜県郡上郡に存在した村である。
現在の郡上市八幡町西乙原に該当する。

## 歴史
- 1889年（明治22年）7月1日 - 町村制により、西乙原村が発足。
- 1897年（明治30年）4月1日 - 相生村、那比村、安久田村、吉野村、稲成村と合併し、相生村発足。同日西乙原村は廃止。